# USS Northampton (CA-26)
Pour les autres navires du même nom, voir USS Northampton.
L’USS Northampton était un croiseur lourd de l'United States Navy et le navire de tête de sa classe. Il coula lors de la bataille de Tassafaronga en 1942.